# Три стратегии Хуан Ши-гуна
Три стратегии Хуан Ши-гуна (кит. трад. 黃石公三略, упр. 黄石公三略, пиньинь Huáng Shígōng sān lüè) — один из семи классических военных трактатов Китая.

## Содержание
Трактат состоит из 3 частей, расположенных по уровням важности, в каждой из которых описан стиль управления. В нём утверждается, что в определённых ситуациях необходимо применять каждую из этих стратегий. Основное внимание уделяется административному контролю, а также гражданскому управлению; вопросы тактики почти не затрагиваются.
Основные идеи, предлагаемые в работе, следующие:
1. Применение в управлении как жёстких, так и мягких методов.
2. Действие должно основываться только на текущем положении дел. Командующий должен быть готов быстро менять свои планы при изменении обстоятельств.
3. Необходимо оценивать личные качества и способности подчинённых, которым поручаются задания.

Приводится анализ этих идей и последствий их применения.
К основным темам, рассмотренным в трактате, относятся вопросы, связанные с государственным управлением, административной деятельностью, качествами командующих, мотивацией подчинённых, дисциплиной, применением наказаний и поощрений. В трактате комбинируются идеи конфуцианства, даосизма и легизма, его философия очень близка к даосской школе Хуанлао. В трактате подчёркивается важность следования принципам справедливости и гуманности, но вместе с тем указывается необходимость неукоснительного соблюдения закона. Указывается что вся власть должна быть сосредоточена в руках одного императора.
В вопросах военной теории основное внимание уделяется аспектам управления и качествам командующего, в числе которых — стремительность, авторитет, способность оценивать и применять имеющиеся силы, отсутствие эмоциональности и нерешительности. Командир должен прислушиваться к советам и критике, но его решения должны безукоснительно выполняться. В соответствии с «Искусством войны» утверждается, что важнейшей характеристикой действий в условии войны является их скорость, нерешительности же следует избегать. Так же следует пресекать проявления, способствующие внутреннему ослаблению армии. Необходимо использовать грамотную систему наказаний и поощрений, что позволит установить авторитет командующего; тогда как при её отсутствии подчинённые перестанут выполнять приказы. Также утверждается, что необходимо комбинировать жёсткие и мягкие подходы в тактике, что позволит достичь гибкости и непредсказуемости.

## История
По одной из версий автором «Трёх стратегий» является Цзян Цзыя, которому также приписывается трактат Лю тао. Существуют и другие гипотезы о его происхождении. Возможно, его автором был стратег Чжан Лян периода ранней Хань. Также к число его возможных авторов относятся ученики Цзяна Цзыи и Хуан Шигун. Теория, которой придерживались конфуцианцы, утверждает, что данный трактат является «подделкой», составленной в эпоху Северная Вэй или Цзинь. В качестве аргументации указывают на жестокое содержание работы и «деревенский» стиль речи. Согласно наиболее вероятной версии, автором трактата является неизвестный приверженец школы Хуанлао, живший в конце периода Хань.